# بانیر-د-لوشون
بانیر-د-لوشون (به فرانسوی: Bagnères-de-Luchon) که لوشون نیز خوانده می‌شود، یکی از کمون‌های فرانسه است که در دپارتمان اوت-گارون در ناحیهٔ اکسیتنی در جنوب غربی فرانسه واقع شده‌است. بانیر-د-لوشون ۵۲٫۸۰ کیلومتر مربع مساحت و ۲٬۵۷۴ نفر جمعیت دارد و ۶۳۰ متر بالاتر از سطح دریا واقع شده‌است.

## جغرافیا
بانیر-د-لوشون در مرز اسپانیا و در ۵۰ کیلومتری جنوب غرب سن گودن در انتهای یکی از شاخه‌های راه‌آهن جنوبی در کوهپایهٔ پیرنهٔ مرکزی قرار دارد. کوه‌های لوشون در جنوب، باعث شده‌اند که راهی به سوی اسپانیا وجود نداشته‌باشد.
ایستگاه راه‌آهن لوشون، ایستگاه پایانی راه‌آهن مونترژو به گوردان-پولینیان و لوشون است و از مونترژو به تولوز متصل می‌شود. در روزهای پایانی هفته یک قطار شبانهٔ مستقیم از لوشون به پاریس برقرار می‌شود. در سال ۱۹۹۳ تله‌کابینی ساخته شده‌است که لوشون را به سوپربانیر متصل می‌کند.
لوشون در اقلیم خشک واقع شده‌است. دمای هوا در زمستان بین ۱۰- تا ۱۰ درجه و در تابستان بین ۱۰ تا ۳۵ درجه سلسیوس متغیر است. منطقه بانیر-د-لوشون بسیار بادخیز است و تلاقی بادهای خشک شمالی و بادهای مرطوب جنوبی گاه منجر به تشکیل طوفان در دره می‌شود.

## تاریخچه
شواهد سکونت انسان از دوران نوسنگی در این منطقه قابل مشاهده است. در سال ۷۶ پیش از میلاد پومپه پس از بازگشت از یک لشکرکشی در اسپانیا در این منطقه توقف کرد و با گردآوری قبایل کُنوِن شهر تازه‌ای به نام لوگدونوم کُنوِناروم را بنا نهاد. یکی از سربازانش که دارای بیماری پوستی بود، در آب‌های گرم لوشون غوطه‌ور شد و پس از ۲۱ روز درمان شد. در سال ۲۵ پیش از میلاد تیبریوس سه استخر ساخت و حمام‌های آب گرم را ایجاد کرد که شعار آن‌ها این بود: «حمام‌های لوشون پس از حمام‌های ناپل بهترین هستند.»
هجوم گوت‌ها و ویزیگوت‌ها باعث مهاجرت مردم به مناطق بالاتر شد. شارلمانی و گستون سوم اختیاراتی به منطقه دادند و آن را تبدیل به مرزنشین کردند. جنگ صد ساله و جنگ دینی اثر قابل توجهی بر منطقه نداشتند و مردم وفادار به کاتولیک ماندند.
رسیدن راه‌آهن در سال ۱۸۷۳ و ساخت کازینو در سال ۱۸۸۰ باعث افزایش محبوبیت شهر شد. از زمان تأسیس تور دو فرانس لوشون به عنوان یکی از مراحل اصلی تور شناخته شده‌است. افتتاح هتل کوهستانی سوپربانیر در سال ۱۹۲۲ و اتصال آن به شهر با یک تله‌کابین، موقعیت شهر را به عنوان یکی از پایگاه‌های ورزش‌های زمستانی تثبیت کرده‌است.
در سال‌های اخیر آب معدنی لوشون در سراسر فرانسه به فروش می‌رسد. حفاری‌ها باعث کشف اثراتی از سه استخر بزرگ با پوشش مرمری و جریان آب گرم و بخار شده‌است.

## خواهرخوانده
شهرهای هروگیت و سیتخس خواهرخوانده‌های بانیر-د-لوشون هستند.

## نگارخانه

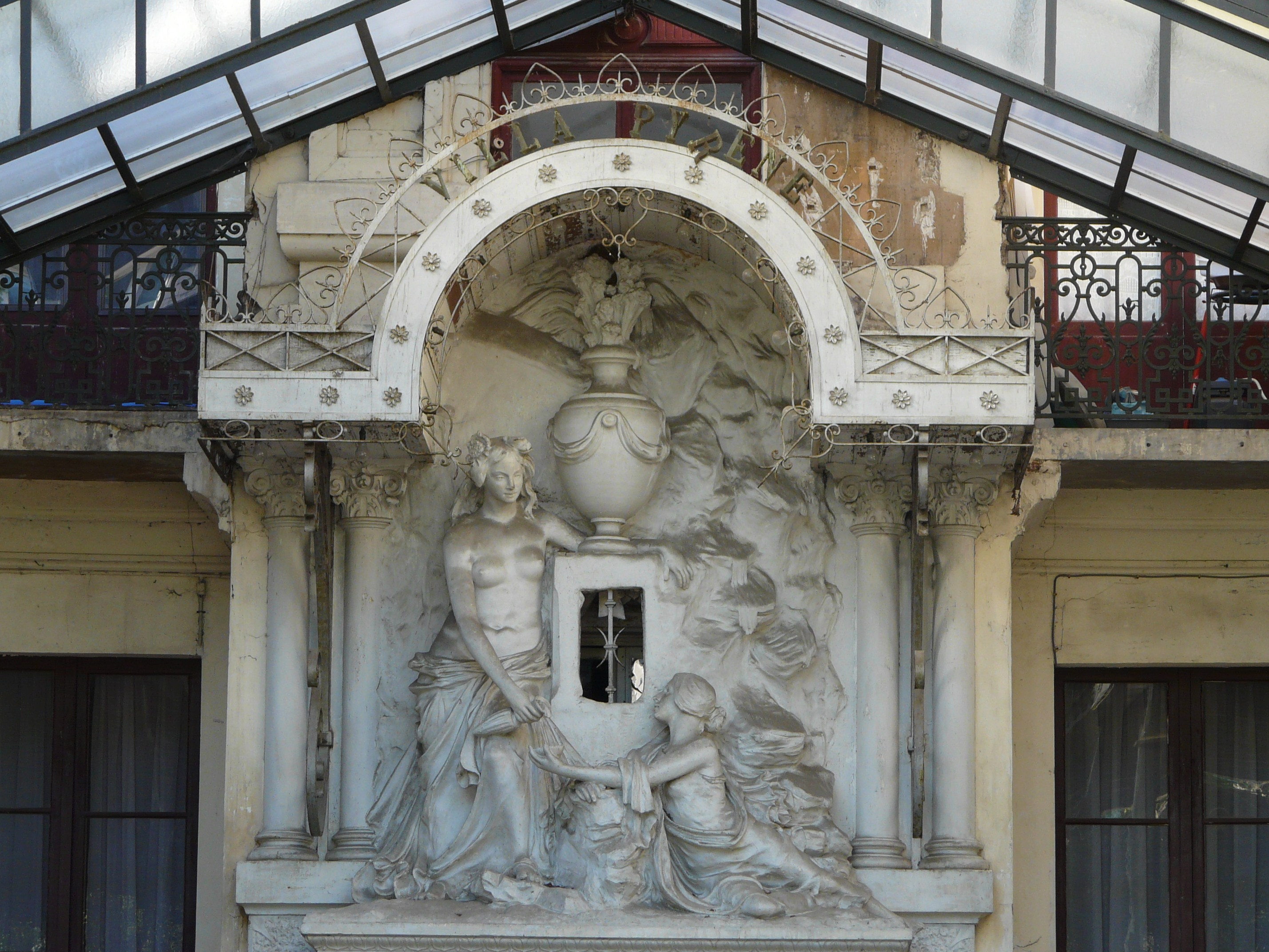
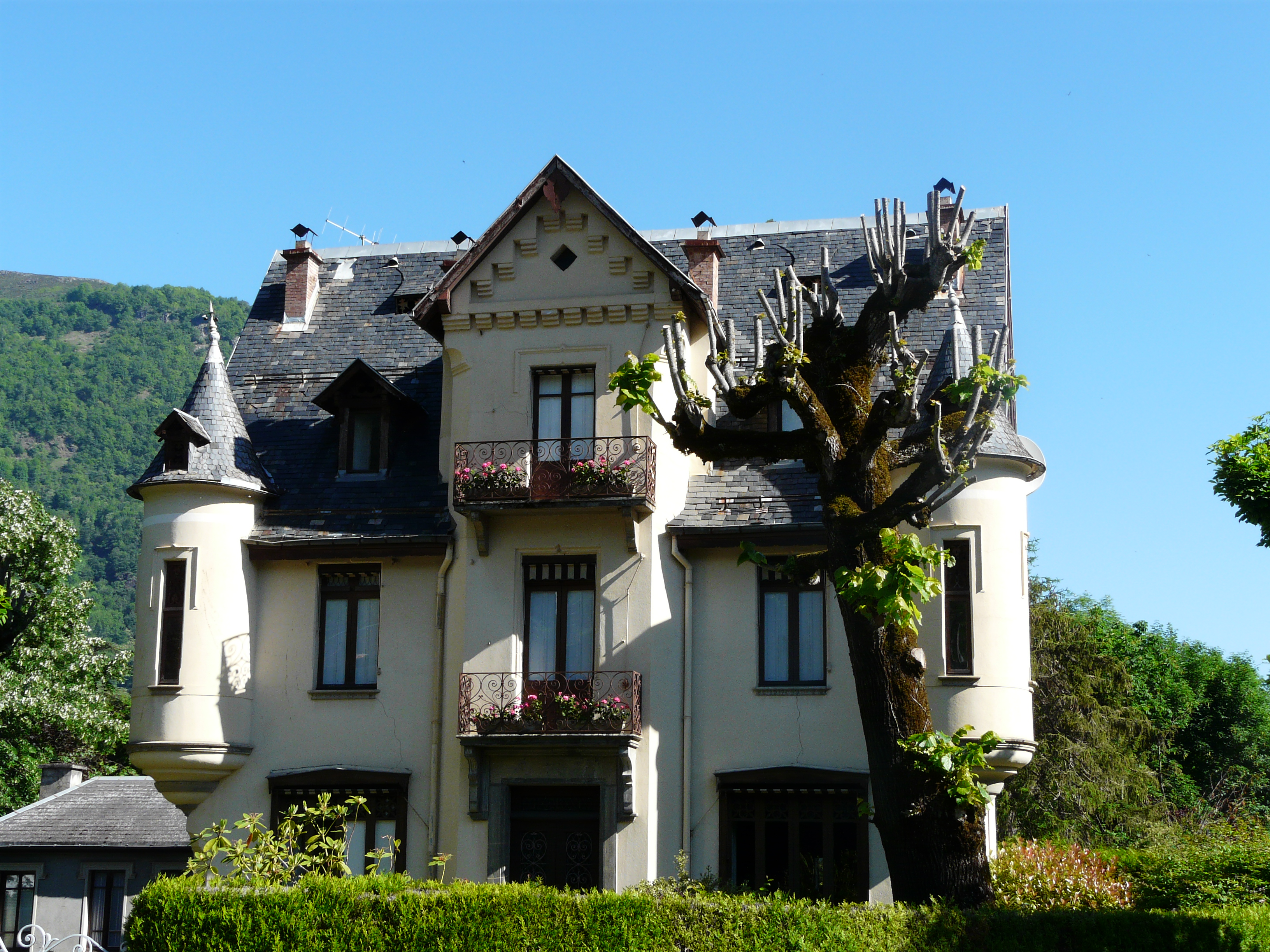
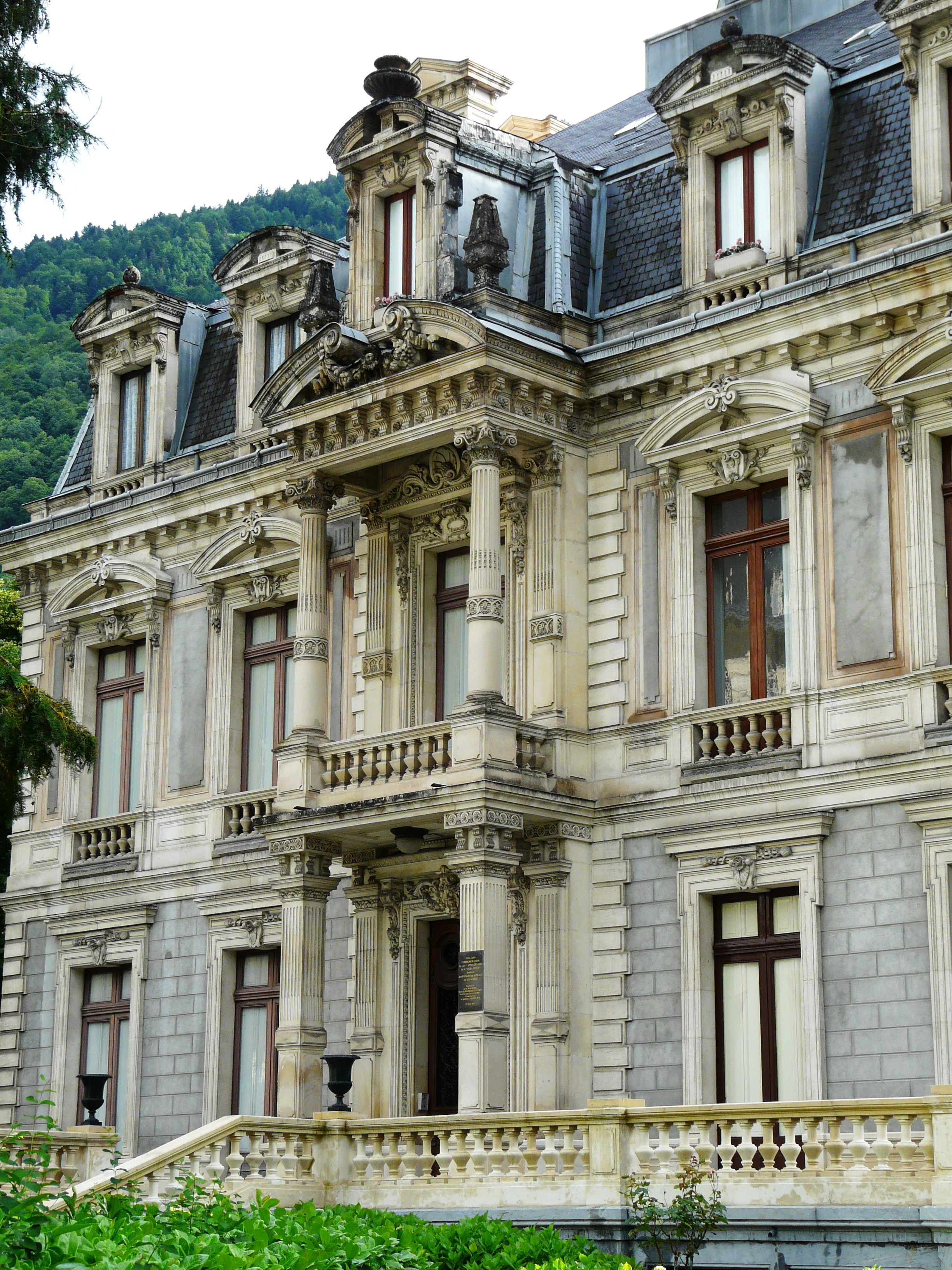
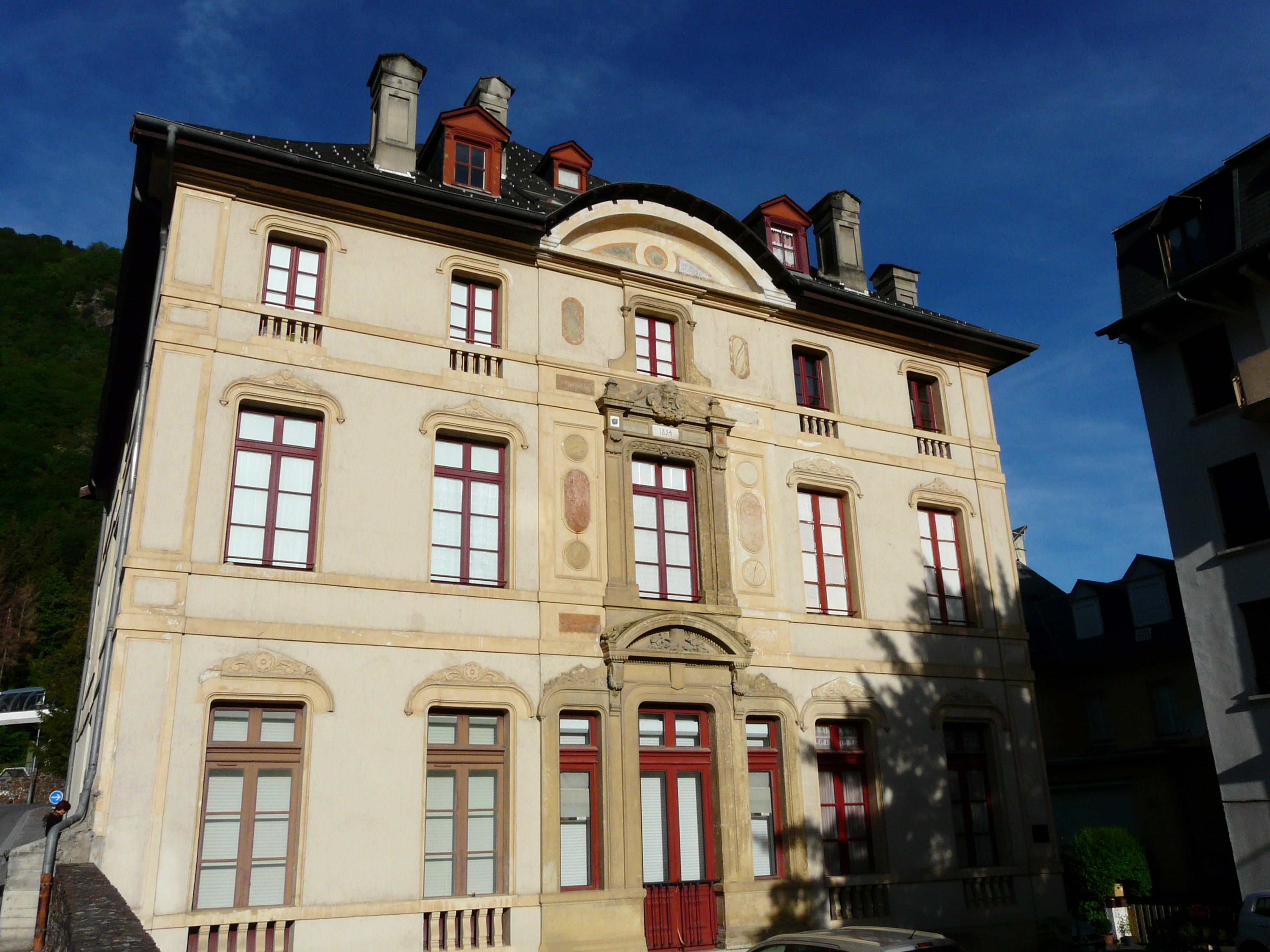
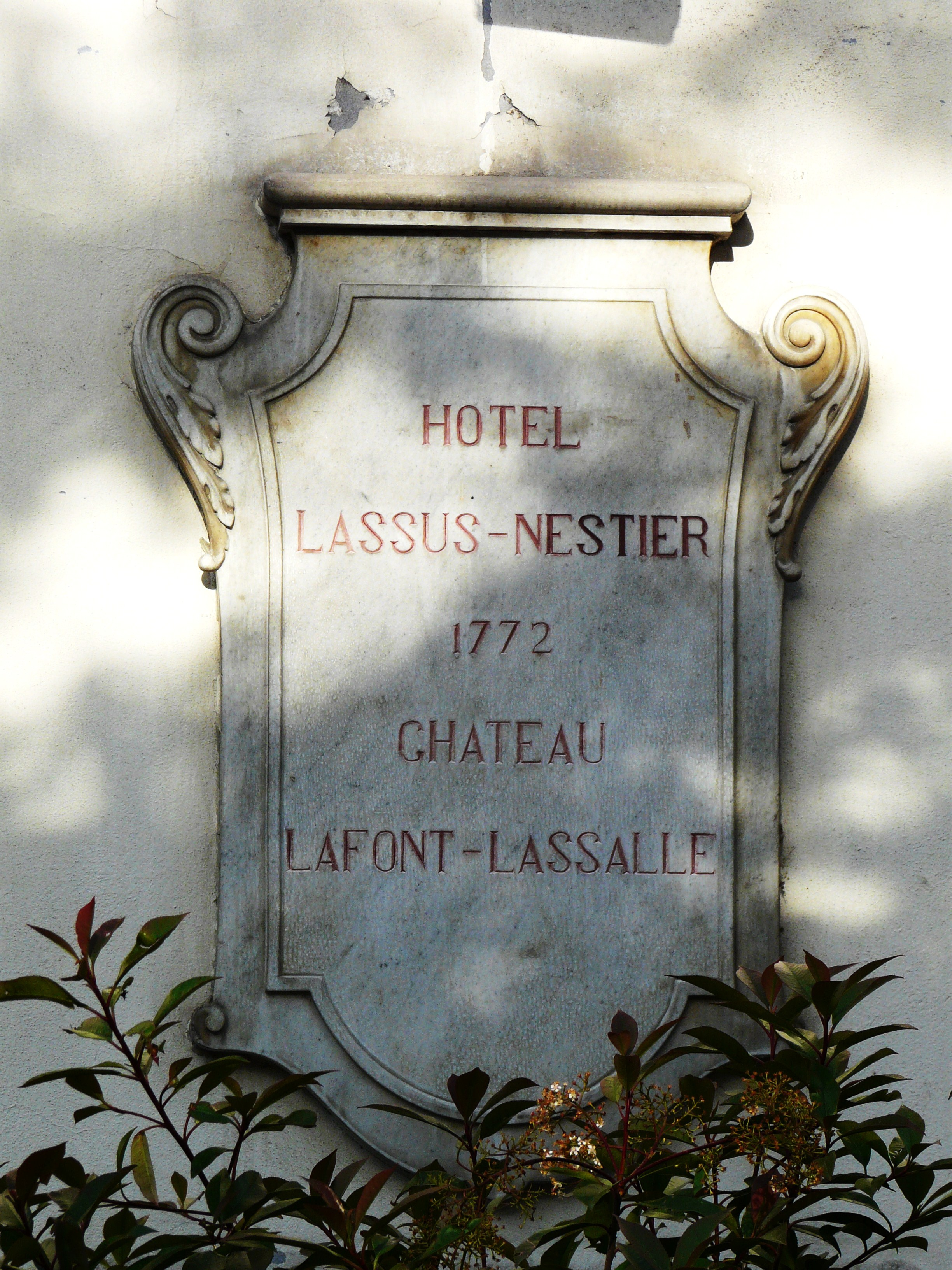
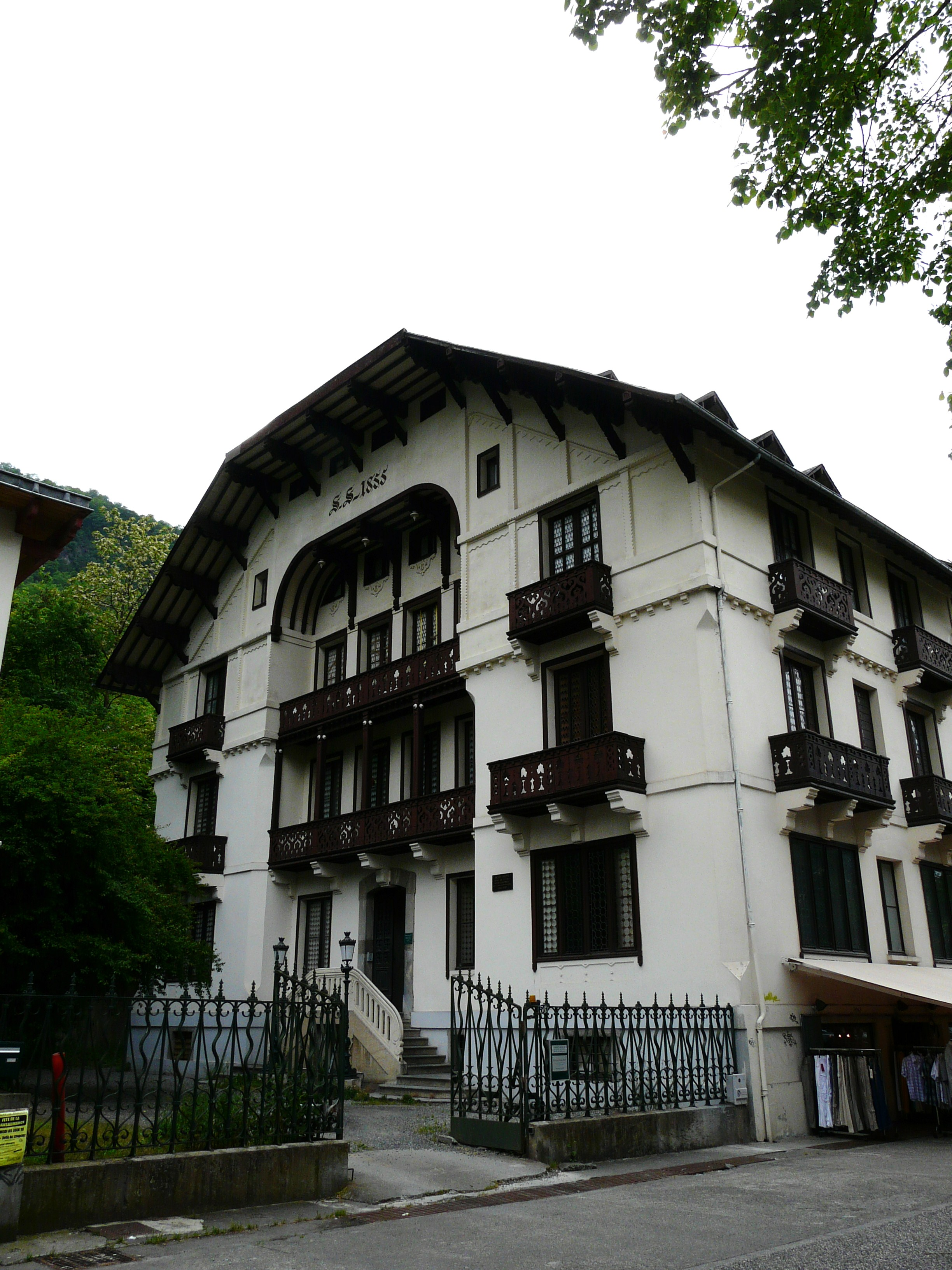
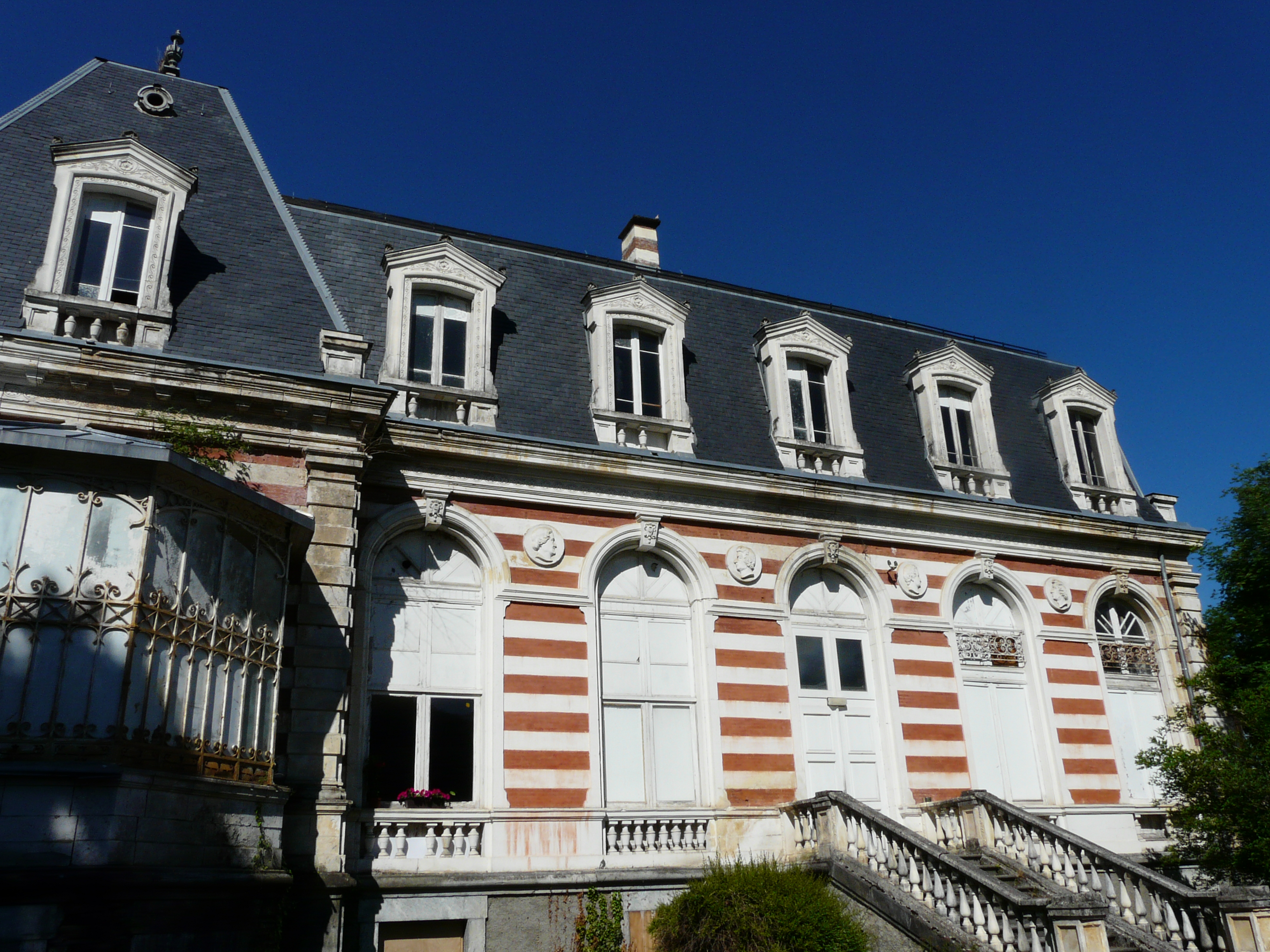
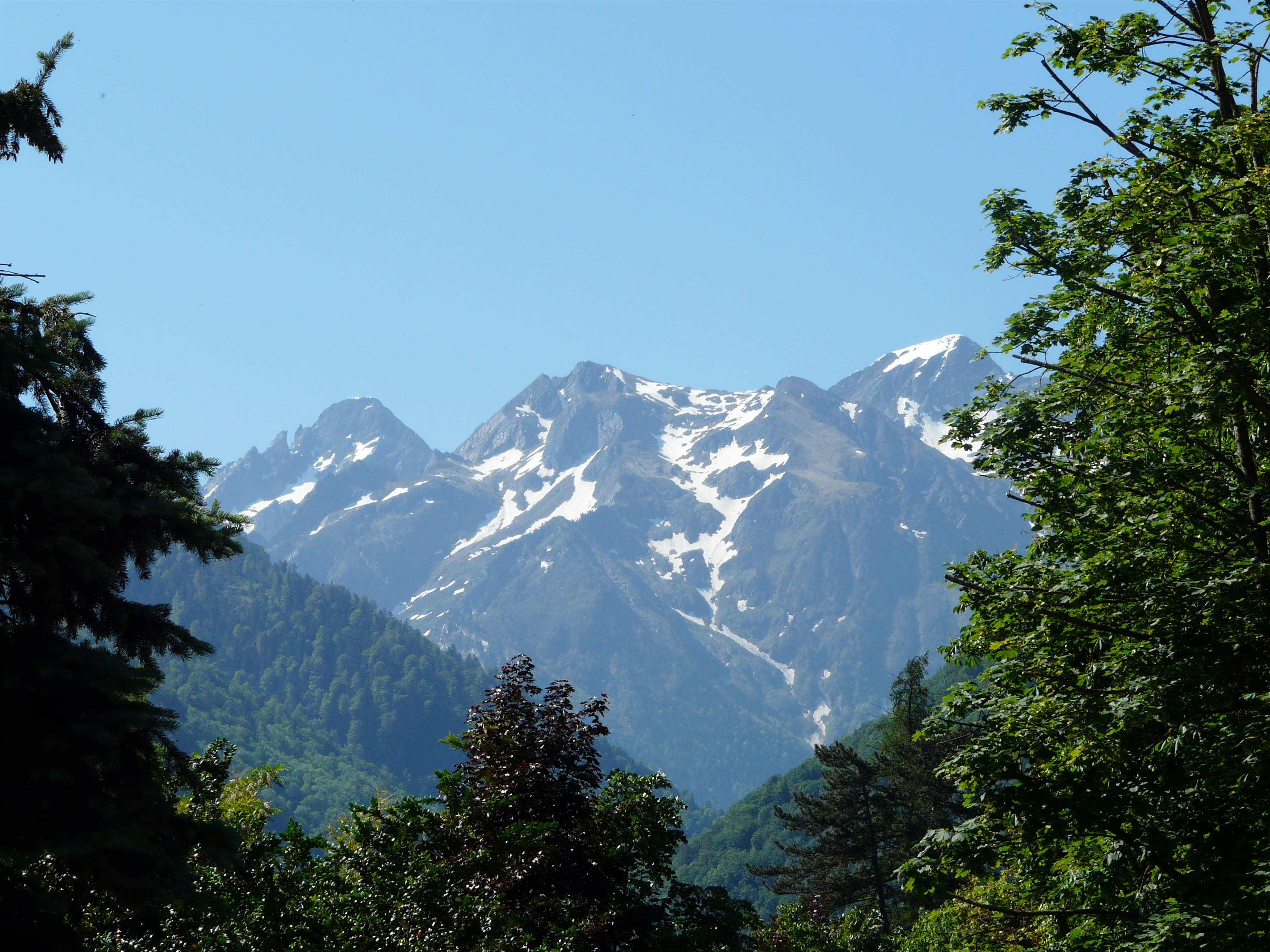
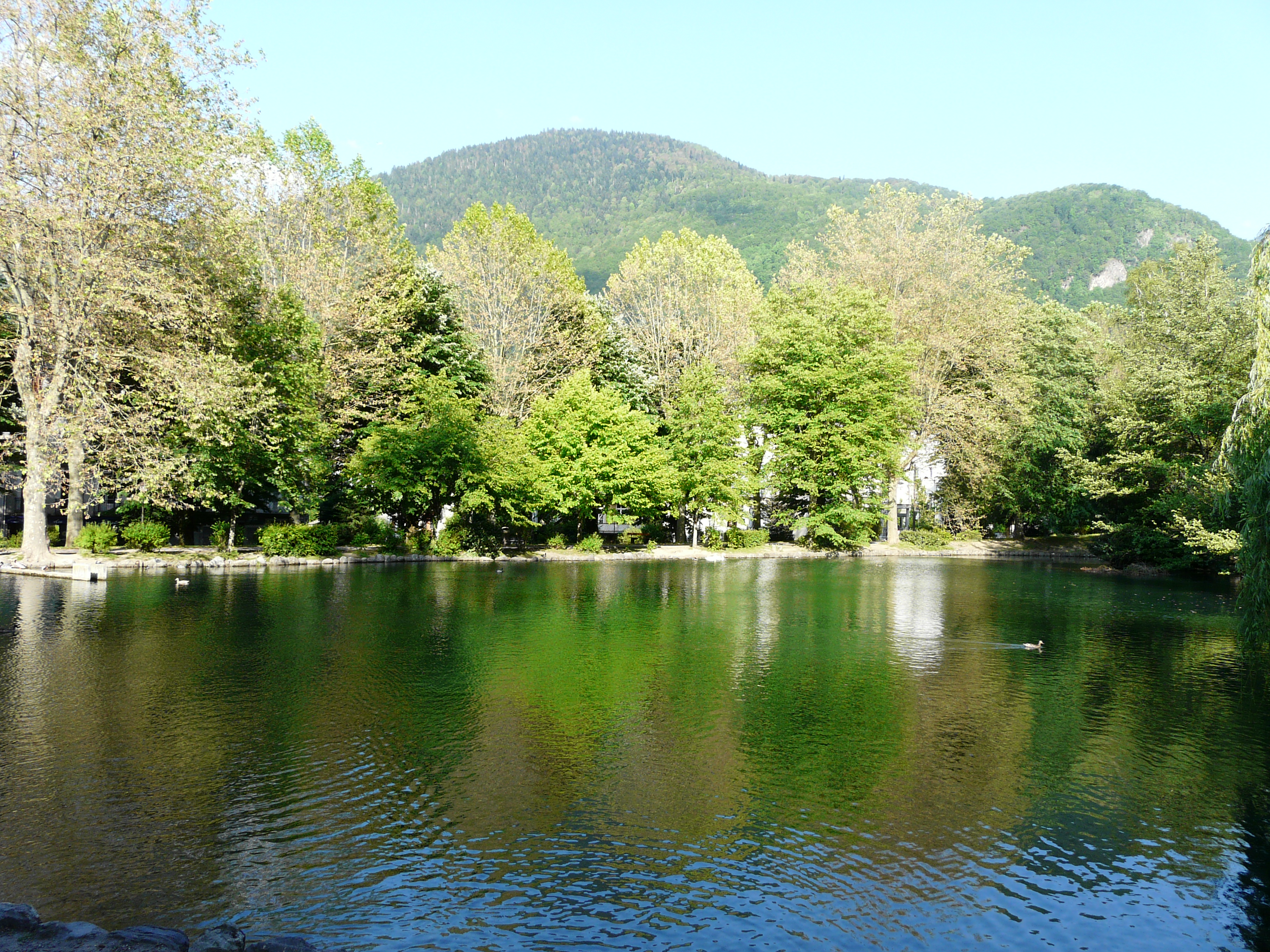
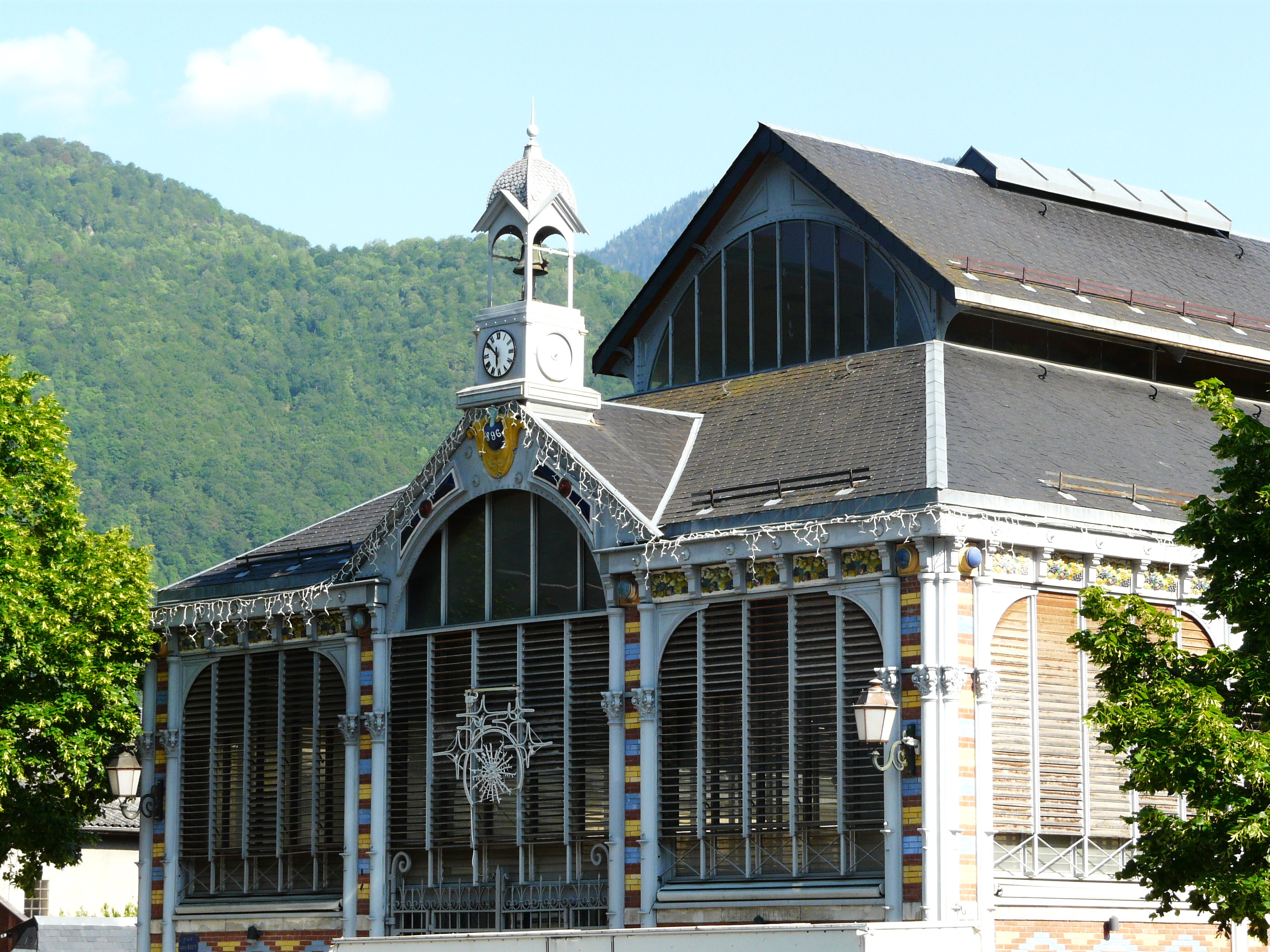